# Ectenessidia metallica
Ectenessidia metallica là một loài bọ cánh cứng trong họ Cerambycidae.